# Ruth
Ruth eller Rut er et bibelsk pigenavn, særligt kendt fra Ruths bog. Det kommer af hebræisk רוּת Rūṯ, der betyder "veninde" eller "fælle". Navnet var meget populært i 1920'erne og 1930'erne.

## Kendte personer med navnet
- Ruth Rendell, engelsk krimiforfatter.
- Ruth Smith, færøsk maler.
- Ruth Evensen, direktør Human a/s og medstifter og leder af Menigheden Faderhuset